# 日野台
日野台（ひのだい）は、東京都日野市の町名。現行行政地名は日野台一丁目から日野台五丁目。

## 地理
日野市の西部に位置し、北に新町、東に大坂上、南に多摩平、南西にさくら町、西に八王子市石川町を接している。

### 地価
住宅地の地価は、2025年（令和7年）1月1日の公示地価によれば、日野台2丁目23番2の地点で18万5000円/m2となっている。

## 世帯数と人口
2025年（令和7年）8月1日現在（日野市発表）の世帯数と人口は以下の通りである。
| 丁目         | 世帯数    | 人口    |
| ------------ | --------- | ------- |
| 日野台一丁目 | 823世帯   | 1,572人 |
| 日野台二丁目 | 904世帯   | 1,871人 |
| 日野台三丁目 | 113世帯   | 113人   |
| 日野台四丁目 | 427世帯   | 882人   |
| 日野台五丁目 | 432世帯   | 874人   |
| 計           | 2,699世帯 | 5,312人 |

### 人口の変遷
国勢調査による人口の推移。
| 年                 | 人口  |
| ------------------ | ----- |
| 1995年（平成7年）  | 6,235 |
| 2000年（平成12年） | 5,773 |
| 2005年（平成17年） | 5,729 |
| 2010年（平成22年） | 5,215 |
| 2015年（平成27年） | 5,613 |
| 2020年（令和2年）  | 5,652 |

### 世帯数の変遷
国勢調査による世帯数の推移。
| 年                 | 世帯数 |
| ------------------ | ------ |
| 1995年（平成7年）  | 2,528  |
| 2000年（平成12年） | 2,455  |
| 2005年（平成17年） | 2,596  |
| 2010年（平成22年） | 2,346  |
| 2015年（平成27年） | 2,689  |
| 2020年（令和2年）  | 2,758  |

## 学区
市立小・中学校に通う場合、学区は以下の通りとなる（2023年10月時点）。
| 丁目         | 番・番地等 | 小学校                 | 中学校                 |
| ------------ | ---------- | ---------------------- | ---------------------- |
| 日野台一丁目 | 全域       | 日野市立日野第三小学校 | 日野市立大坂上中学校   |
| 日野台二丁目 | 全域       | 日野市立日野第三小学校 | 日野市立大坂上中学校   |
| 日野台三丁目 | 全域       | 日野市立日野第三小学校 | 日野市立大坂上中学校   |
| 日野台四丁目 | 全域       | 日野市立日野第三小学校 | 日野市立日野第二中学校 |
| 日野台五丁目 | 全域       | 日野市立日野第三小学校 | 日野市立日野第二中学校 |

## 交通

### 道路
- 東京都道256号八王子国立線

## 事業所
2021年（令和3年）現在の経済センサス調査による事業所数と従業員数は以下の通りである。
| 丁目         | 事業所数  | 従業員数 |
| ------------ | --------- | -------- |
| 日野台一丁目 | 33事業所  | 1,161人  |
| 日野台二丁目 | 32事業所  | 258人    |
| 日野台三丁目 | 20事業所  | 5,965人  |
| 日野台四丁目 | 21事業所  | 101人    |
| 日野台五丁目 | 22事業所  | 101人    |
| 計           | 128事業所 | 7,586人  |

### 事業者数の変遷
経済センサスによる事業所数の推移。
| 年                 | 事業者数 |
| ------------------ | -------- |
| 2016年（平成28年） | 142      |
| 2021年（令和3年）  | 128      |

### 従業員数の変遷
経済センサスによる従業員数の推移。
| 年                 | 従業員数 |
| ------------------ | -------- |
| 2016年（平成28年） | 9,739    |
| 2021年（令和3年）  | 7,586    |

### 主な企業
- 日野自動車
- 日野精機

## 施設
- 日野工業高等学園
- 日野市立日野第三小学校
- 日野台郵便局[15]。

## その他

### 日本郵便
- 郵便番号 : 191-0003[3]（集配局 : 日野郵便局[16]）。